# Villaluenga de la Vega (kommun)
Villaluenga de la Vega är en kommun i Spanien.   Den ligger i provinsen Provincia de Palencia och regionen Kastilien och Leon, i den norra delen av landet, 250 km norr om huvudstaden Madrid. Antalet invånare är 595.